# Świadkowie Jehowy w Timorze Wschodnim

Timor Wschodni na mapie Azji Południowo-Wschodniej.

Świadkowie Jehowy w Timorze Wschodnim – społeczność wyznaniowa w Timorze Wschodnim, należąca do ogólnoświatowej wspólnoty Świadków Jehowy, licząca w 2023 roku 391 głosicieli, należących do 5 zborów. Na dorocznej uroczystości Wieczerzy Pańskiej w 2023 roku zgromadziło się 1185 osób. Nadzór nad działalnością Świadków Jehowy w tym kraju sprawuje australijskie Biuro Oddziału w Denham Court.

## Historia
W kwietniu 1975 roku na terenie Timoru Wschodniego rozpoczęło regularną działalność kaznodziejską małżeństwo Santos z Australii. Na początku ewangelizację prowadzono w języku chińskim i w języku tetum. W Timorze Wschodnim było wówczas 3 głosicieli. W 2002 roku działało 31 głosicieli, a wśród nich pionierzy specjalni z zagranicy. Od 2003 roku dołączyli do nich pionierzy specjalni Will i Daniele Hall z Australii. W 2007 roku powstał drugi zbór, w 2009 – trzeci, a w 2014 – czwarty. W tym samym roku przekroczono liczbę 300 głosicieli.
17 stycznia 2014 roku na kongresie pod hasłem „Słowo Boże jest prawdą!” w Dili Geoffrey Jackson z Ciała Kierowniczego ogłosił wydanie Chrześcijańskich Pism Greckich w Przekładzie Nowego Świata w języku tetum. 16 listopada 2018 roku w Dili ogłoszono wydanie pełnego przekładu Biblii w tym języku. W kwietniu 2021 roku zorganizowano pomoc dla poszkodowanych przez cyklon Seroja. Większość głosicieli została ochrzczona w latach 2011–2021. W Timorze Wschodnim działają również misjonarze terenowi.
W Timorze Wschodnim mieści się Biuro Tłumaczeń, które tłumaczy publikacje Świadków Jehowy na język tetum. Świadkowie Jehowy wydają publikacje biblijne w 12 miejscowych językach (m.in. bunak, makasae, fataluku). Są to często jedyne wydawnictwa, które się w tych językach ukazują.

## Sytuacja wyznawców
W Timorze Wschodnim nie ma oficjalnej religii państwowej, więc obywatele mogą oczekiwać równego traktowania niezależnie od wyznawanej religii.
Według gazety „Asia Sentinel” w kraju dominującą pozycję zajmuje Kościół katolicki. Sam Kościół twierdzi, że należy do niego niemal cała społeczność. Jego działalność na terenie Timoru Wschodniego ściśle wiązała się z odzyskaniem niepodległości po 24-letniej wojnie domowej i okupacji przez Indonezję. Dlatego odchodzenie od Kościoła do innej religii odbierane jest jako zdrada.
Według doniesień z 2008 roku zmiana wyznania jest bardzo źle postrzegana przez większość mieszkańców, a wyznawcy innych religii są uznawani za heretyków. Odejście od Kościoła naraża na niebezpieczeństwo nie tylko szykan, ale też przemocy. W stosunku do Świadków Jehowy oraz Adwentystów Dnia Siódmego i innych wyznań zdarzają się przypadki pobicia oraz grożenie śmiercią. Na dużą skalę rozpowszechniane jest pomówienie o zmianie religii za pieniądze oraz pogląd, że częste czytanie Pisma Świętego prowadzi do szaleństwa. Misjonarze są wypędzani, zdarzają się przypadki ich pobicia, a policja w takich sytuacjach nie zawsze interweniuje, aby pomóc ofiarom.
Według danych Pew Research Center z 2011 roku Timor Wschodni należy do krajów o malejących ograniczeniach rządowych w sprawach religii, w których główne akty prawne coraz lepiej gwarantują wolność religijną, w tym możliwość legalizacji działalności religijnej.

## Statystyki

### Liczba głosicieli (w tym pionierów)
Dane z roku 1975 i od roku 2002 na podstawie oficjalnych raportów o działalności:
- najwyższa liczba głosicieli osiągnięta w danym roku służbowym[d] (liczby nad słupkami na wykresie)
- przeciętna liczba pionierów w danym roku służbowym (ciemniejszym odcieniem, liczby na słupkach wykresu; w przypadku braku miejsca na wykresie liczbę pionierów podano w nawiasie, od 2017 tylko liczba pionierów pełnoczasowych, bez pomocniczych)